# ピアノ協奏曲第2番 (ストヨフスキ)
ピアノ協奏曲第2番変イ長調『プロローグ、スケルツォと変奏曲』 作品32は、ジグムント・ストヨフスキが1909年から1910年にかけて作曲した ピアノ協奏曲。作曲は夏の間、シャモニーで行われた。演奏時間は約33分。

## 初演
1913年6月23日にロンドンのクイーンズ・ホールにおいて、作曲者の独奏、アルトゥール・ニキシュの指揮、ロンドン交響楽団の演奏で行われた。アメリカ初演は1915年3月1日にジョセフ・ストランスキーの指揮、ニューヨーク・フィルハーモニックの演奏で、カーネギー・ホールにおいて行われた。楽譜は1914年にパリのウジェル（Heugel & Cie）から出版されている。曲はイグナツィ・パデレフスキに献呈されている。
献呈先のパデレフスキは1916年3月4日にニューヨークにおいて、ウォルター・ダムロッシュの指揮、ニューヨーク交響楽団の演奏でこの曲を取り上げた。この演奏会は、大きなセンセーションを巻き起こした。3月4日の本公演のチケットを取るのが難しくなりすぎたため、急遽3月2日に公開リハーサルを行うことになったのである。さらに、公演終了後には熱狂した聴衆が帰ろうとしなかったため、パデレフスキは再び舞台に登場してストヨフスキの「愛の歌 Chant d'amour」を弾いた。これはオーケストラの演奏会において独奏者がアンコールを弾くことを禁じる、楽団の規則を破ってのことであった。
ニューヨーク・トリビューン紙は以下の演奏会評を掲載した。

## 楽曲構成
副題の通り、プロローグ、スケルツォ、変奏曲の3つの部分からなり、全て続けて演奏される。
プロローグ アンダンテ・コン・モート 2/4拍子
変イ長調で始まり、途中ニ長調を経て再び変イ長調に戻りながら幻想的に盛り上がる。
スケルツォ プレスト 3/4拍子
変ホ長調 - ニ長調 - ハ長調と活気に満ちた様子で推移する。
変奏曲
テーマ マエストーソ・エ・モデラート・モルト 2/4拍子
ホ短調で主題が重々しく提示される。
第1変奏 モルト・ソステヌート 2/4拍子
16分音符の半音階的な伴奏の上で主題が奏される。この変奏にはピアノは一切登場しない。ホ短調。
第2変奏 コン・エスプレッシオーネ・ポコ・ルバート
ピアノが登場し、主にピアノを中心に主題を変形する。ホ短調。
第3変奏 ピウ・モッソ 2/4拍子
低音部に主題、高音部に半音階的伴奏の形をピアノとオーケストラが交代で奏する。ホ短調。
第4変奏 アレグレット 6/8拍子
拍子を変え、付点のリズムによる変奏を行う。ホ短調。
第5変奏 モルト・ヴィヴァーチェ 2/4拍子
速度が上がり、流れるような単音の音形をピアノとオーケストラが受け渡しあう。ホ短調。
第6変奏 コン・フォーコ、アジタート 4/4拍子
前の変奏からの流れを受け、ピアノが装飾的なパッセージを奏でる中、オーケストラが主題の変形を奏する。ホ短調。
第7変奏 コン・モート、エネルジーコ 2/4拍子
流動的な雰囲気を断ち切る、二小節単位で区切られる変奏。ホ短調。
第8変奏 アンダンテ・ソステヌート 3/4拍子
初めてホ短調以外の変イ長調に転じ、プロローグの主題と類似した旋律が出される。
第9変奏 アンダンティーノ・ベン・モデラート 6/8拍子
ピアノのアルペジオに乗り、主題が変イ長調で幻想的に奏でられる。
第10変奏 フィナーレ アレグロ・モルト 6/8拍子
ホ短調に戻りオーケストラが主題の変形を奏するが、ピアノは第8変奏に関連する旋律で応じる。盛り上がり明確にプロローグの主題を再現した後、ポコ・アニマート 2/4拍子となるが、最後は速度と音量を落としてピアニッシモで消えるように終わる。

### 訳注
1. ↑  訳注：1893年開場のウェストミンスター、ランガム・プレイス（Langham Place）にあるコンサートホール。ドビュッシー、エルガー、ラヴェル、リヒャルト・シュトラウスなどの名だたる音楽家がここで演奏した。（Queen's Hall）